# Osvaldo Coggiola
Osvaldo Luis Ángel Coggiola (Buenos Aires, 1952) es un doctor en historia argentino, residente en Brasil.

## Biografía
Nacido en Buenos Aires se crio en Córdoba, donde estudió economía e historia. Debido a su activismo político, fue expulsado de la Universidad Nacional de Córdoba al iniciarse el régimen dictatorial en 1976. Recaló en Francia donde comenzó estudios de Historia en la Universidad de París 8, un año después comenzó también estudios de Economía Política concluyendo ambas carreras en 1979 con una tesis titulada La Oposición de Izquierda en Argentina, 1930-1943 (en francés L'Opposition de Gauche en Argentine, 1930-1943). Al año siguiente realizó una especialización en Historia con la disertación Movimiento obrero y partidos de izquierda en Argentina, 1929-1969 (Mouvement ouvrier et partis de gauche en Argentine, 1929-1969).
Tras obtener la especialidad ingresó en la Escuela de Estudios Superiores en Ciencias Sociales donde obtuvo el doctorado en Historia Comparada de las Sociedades Contemporáneas con su trabajo El movimiento trotskista en Argentina, 1929-1969 (Le mouvement trotskiste en Argentine, 1929 - 1969).
En 1981 se radicó en Brasil donde fue contratado como docente en la Universidad de San Pablo (USP), en el año 1992 defendió exitosamente la tesis de livre-docência (un título posdoctoral otorgado por las universidades brasileñas) titulada El destino de una Revolución. Ensayos sobre la historia contemporánea de la URSS y de Europa del Este. En esa misma universidad realizó su investigación postdoctoral entre 1993 y 1998.
El hecho de haber vivido y estudiado en múltiples países sumado su labor docente y de investigación lo convirtieron en políglota, además de su lengua materna domina el inglés, el francés, el portugués y el italiano.
En la actualidad es profesor titular de la USP e imparte cursos de economía y de periodismo en la Universidad Presbiteriana Mackenzie.